# 陳謨 (成化乙未進士)
陳謨（1442年—？），字嘉猷，直隸池州府建德縣人，民籍，明朝政治人物。進士出身。

## 生平
早年出身縣學生，舉成化十年（1474年）甲午科應天府鄉試第五十名。成化十一年（1475年）乙未科會試第二百八十三名，殿試登進士第二甲第十五名。

## 家族
曾祖父陳貞，曾任給事中。祖父陳恭，曾任教諭。父亲陳廣道。